# فابیو فلینه
فابیو فلینه (ایتالیایی: Fabio Felline؛ زادهٔ ۲۹ مارس ۱۹۹۰) دوچرخه‌سوار اهل ایتالیا است.

## باشگاهی
از باشگاه‌هایی که در آن رکاب زده‌است می‌توان به تیم ترک-سگافردو، سونیر دوال-پرودیر، و اندرونی جوکاتولی–سیدرمک اشاره کرد.